# Laban T. Moore
Laban Theodore Moore, född 13 januari 1829 i Wayne County i Virginia (i nuvarande West Virginia), död 9 november 1892 i Catlettsburg i Kentucky, var en amerikansk politiker. Han var ledamot av USA:s representanthus 1859–1861. I kongressen företrädde han Opposition Party och efter amerikanska inbördeskriget gick han med i demokraterna.
Moore studerade vid Marshall Academy i Virginia och utexaminerades från Marietta College i Ohio. Därefter studerade han vid Transylvania Law College i Lexington och inledde 1849 sin karriär som advokat i Kentucky. År 1859 efterträdde han John Calvin Mason som kongressledamot och efterträddes 1861 av William H. Wadsworth.
Moore avled 1892 och gravsattes på Ashland Cemetery i Ashland.